# Selección de fútbol sub-18 de la Unión Soviética
La selección de fútbol sub-18 de la Unión Soviética fue el equipo sub-18 de fútbol de la Unión Soviética. Para las competiciones mundiales se reorganizó en equipo sub-20. Dejó de existir con la desintegración de la Unión.
Fue el equipo nacional de fútbol juvenil más antiguo existente hasta 1972 con la introducción del equipo nacional sub-23. Tras el reajuste de las competiciones juveniles de la UEFA en 1962, se formó el equipo sub-18 de la URSS. La competición se ha celebrado desde 1948. Originalmente se llamó el torneo juvenil de la FIFA, hasta que fue asumida por la UEFA en 1955 (Torneo Juvenil de la UEFA).
En 1980, las competiciones de la UEFA para equipos menores de 18 años se rediseñaron oficialmente como Campeonato de Europa de Fútbol Sub-18. El equipo tenía un buen récord, ganando la competición en sextas ocasiones, llegando a la final una vez, pero no consiguiendo clasificarse para las últimas cinco en 26 ocasiones.
Después de la disolución de la URSS (el 26 de diciembre de 1991), la selección absoluta jugó sus partidos restantes, que fueron la final de la Euro 92. Debido a que los sub-18 de la URSS, para el 26 de diciembre, ya no se habían clasificado para su versión del Campeonato Europeo de 1992, los antiguos estados soviéticos no volvieron a jugar como equipo combinado en el nivel sub-19.
De los antiguos estados soviéticos, sólo Rusia fue admitida para la competición 1992-1993.

## Participaciones

### Campeonato Europeo Sub-18
- 1957: No entró
- 1958: No entró
- 1959: No entró
- 1960: No entró
- 1961: No entró
- 1962: Fase de grupos
- 1963: Fase de grupos
- 1964: No entró
- 1965: No entró
- 1966:  (título compartido)
- 1967:
- 1968: Fase de grupos
- 1969:
- 1970: Fase de grupos
- 1971: 4.º
- 1972: Fase de grupos
- 1973: Fase de grupos
- 1974: No clasificó
- 1975: Fase de grupos
- 1976:
- 1977: 3.º lugar
- 1978:
- 1979: No clasificó
- 1980: No clasificó
- 1981: No clasificó
- 1982:
- 1983: Fase de grupos
- 1984:
- 1986: No clasificó
- 1988:
- 1990:
- 1992: Perdiendo cuartofinalistas como CIS

## Jugadores

### Equipo actual
Última plantilla usada para el Campeonato Europeo Sub-18 1990. Dirigidos por Gennadi Kostylev.
| N.º | Pos.           | Jugador            | Fecha de nacimiento (edad)         | Pdos. | Club                  |
| --- | -------------- | ------------------ | ---------------------------------- | ----- | --------------------- |
| 1   | Portero        | Oleksandr Pomazun  | 11 de octubre de 1971 (18 años)    |       | Metalist Járkov       |
| 2   | Defensa        | Yervand Krbachyan  | 1 de octubre de 1971 (18 años)     |       | Ararat Ereván         |
| 3   | Centrocampista | Sergei Mandreko    | 1 de agosto de 1971 (18 años)      |       | Vakhsh Kourgan-Tyube  |
| 4   | Defensa        | Sergei Mamchur     | 3 de febrero de 1972 (18 años)     |       | Dnipro Dnipropetrovsk |
| 5   | Defensa        | Valeri Minko       | 8 de agosto de 1971 (18 años)      |       | CSKA Moscú            |
| 6   | Defensa        | Yevgeni Bushmanov  | 2 de noviembre de 1971 (18 años)   |       | Spartak de Moscú      |
| 7   | Centrocampista | Yevhen Pokhlebayev | 25 de noviembre de 1971 (18 años)  |       | Dnipro Dnipropetrovsk |
| 8   | Centrocampista | Serhiy Scherbakov  | 15 de agosto de 1971 (18 años)     |       | Shajtar Donetsk       |
| 9   | Centrocampista | Aleksandr Grishin  | 18 de noviembre de 1971 (18 años)  |       | CSKA Moscú            |
| 10  | Delantero      | Ruslan Lukin       | 11 de noviembre de 1971 (18 años)  |       | Dinamo Minsk          |
| 11  | Centrocampista | Volodymyr Sharan   | 18 de septiembre de 1971 (18 años) |       | Karpaty Lviv          |
| 12  | Defensa        | Aleksei Guschin    | 21 de octubre de 1971 (18 años)    |       | CSKA Moscú            |
| 13  | Centrocampista | Serhiy Kandaurov   | 2 de febrero de 1972 (18 años)     |       | Metalist Járkov       |
| 14  | Defensa        | Tarlan Ahmadov     | 11 de noviembre de 1971 (18 años)  |       | Neftchi Baku          |
| 15  | Defensa        | Andrey Shkurin     | 3 de marzo de 1972 (18 años)       |       | FShM Torpedo Moscú    |
| 16  | Portero        | Andrei Novosadov   | 27 de marzo de 1972 (18 años)      |       | CSKA Moscú            |